# Buchen-Schlauchzitterling
Der Buchen-Schlauchzitterling oder Trugzitterpilz (Ascotremella faginea) ist weltweit die einzige Art aus der Gattung Ascotremella. Der Pilz bildet gallertartige Fruchtkörper und wächst hauptsächlich auf Buchen. Anders als Drüslinge und Zitterlinge, deren Fleisch ebenfalls eine gelatinöse Konsistenz aufweist, gehört der Pilz zu den Schlauchpilzen.

## Merkmale

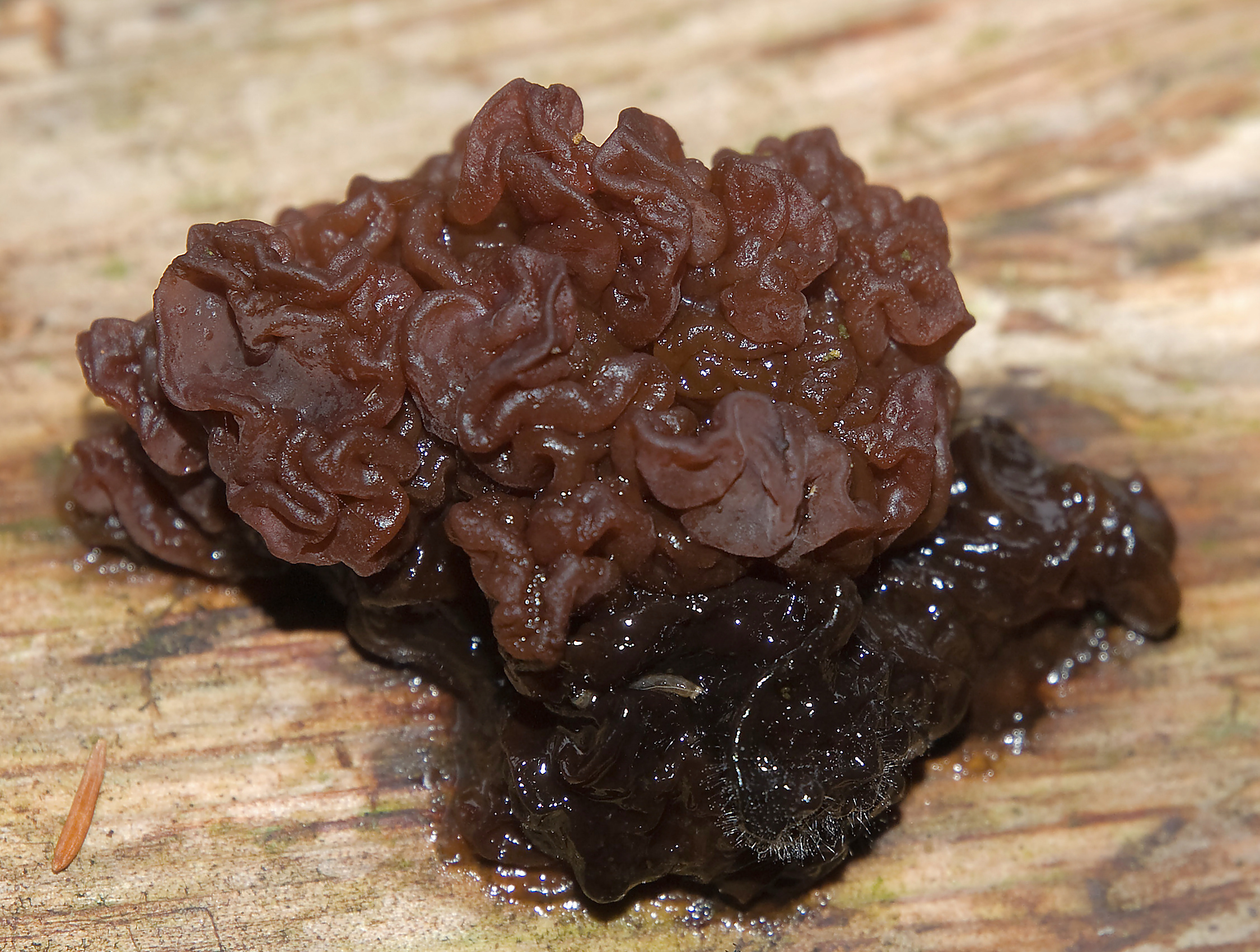
Der Buchen-Schlauchzitterling (Ascotremella faginea) wächst an Laubgehölzen, insbesondere Rotbuche.

Charakteristisch für den Trugzitterpilz sind wulstig-lappige, hirnartig gefaltete Fruchtkörper. Frisch zeigen sie eine rosa oder fleischähnliche Farbe, im Alter sind sie graubraun. Zusammengeflossen können sie 2–10 cm breite und 5–20 cm hohe, kreisel- bis polsterförmige Lager ausbilden. Bei Trockenheit schrumpfen die Fruchtkörper stark ein und verhärten. Die Sporen in den Schläuchen sind elliptisch, einzellig, farblos, fein längsstreifig und 6–10 µm × 4–5 µm groß.

## Vorkommen
Der Trugzitterpilz wächst büschelig auf Rinde oder Holz von lagernden Ästen und Stämmen verschiedener Laubgehölze, besonders an Buche. Er bevorzugt ziemlich frische, wenig bis mittelstark zersetzte Holzbereiche. Er kann von Juni bis November gefunden werden. Der Pilz wurde 1890 in den USA im Staat New York durch Peck beschrieben. Die erste Entdeckung in Europa gelang im August 1944 an totem Holz in der Nähe von Goodwood/Sussex. Am 10. September 1960 wurde er erstmals in Deutschland bei Bad Oldesloe im südlichen Schleswig-Holstein gefunden. Er kommt selten bis zerstreut vor, aber in den letzten Jahren häufen sich die Fundmeldungen.